# Gymnocalycium monvillei
Gymnocalycium monvillei är en kaktusväxtart som först beskrevs av Lem., och fick sitt nu gällande namn av Louis Ludwig Karl Georg Pfeiffer, Nathaniel Lord Britton och Joseph Nelson Rose. Gymnocalycium monvillei ingår i släktet Gymnocalycium och familjen kaktusväxter.

## Underarter
Arten delas in i följande underarter:
- G. m. achirasense
- G. m. horridispinum
- G. m. monvillei

## Bildgalleri

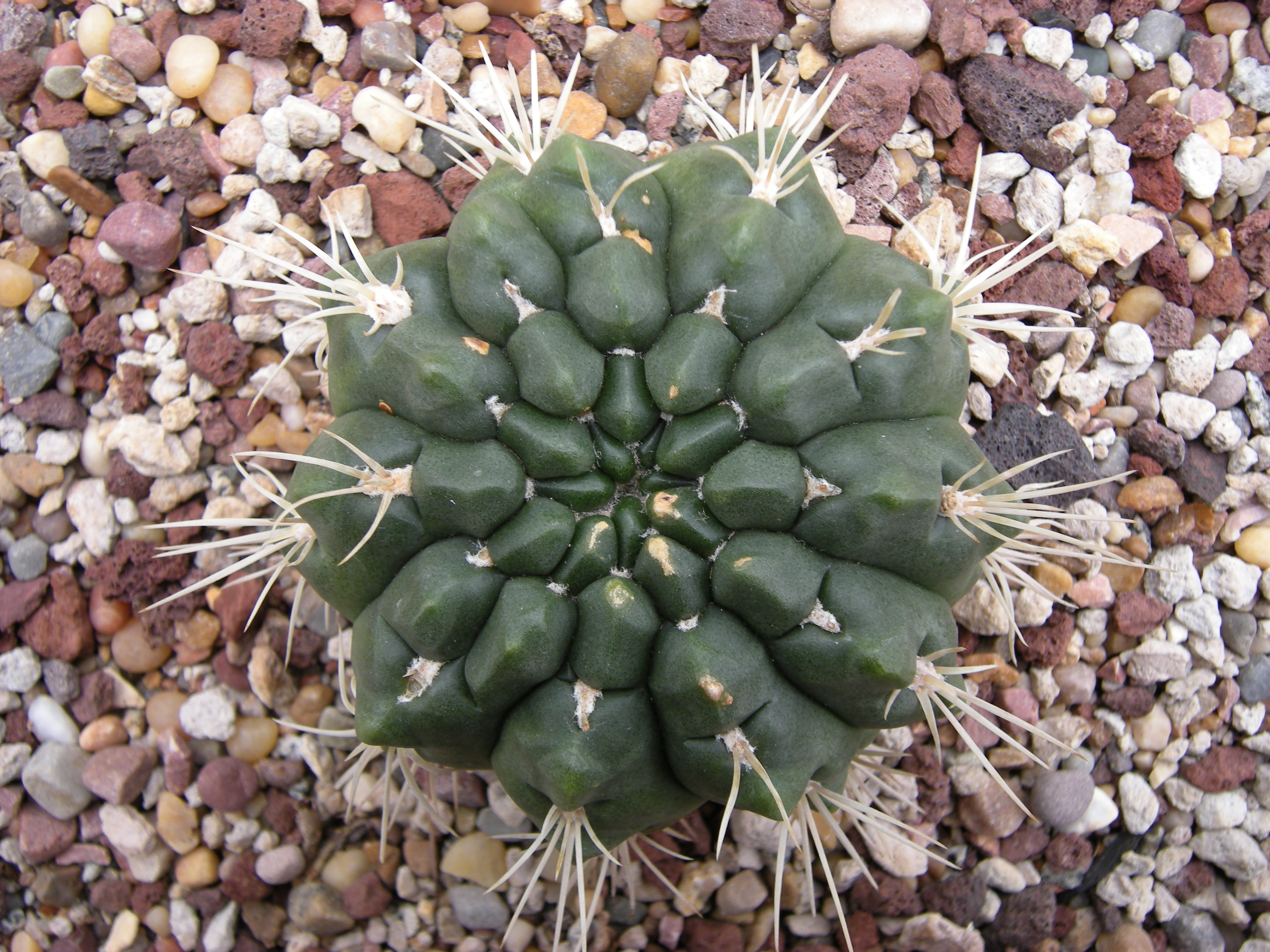
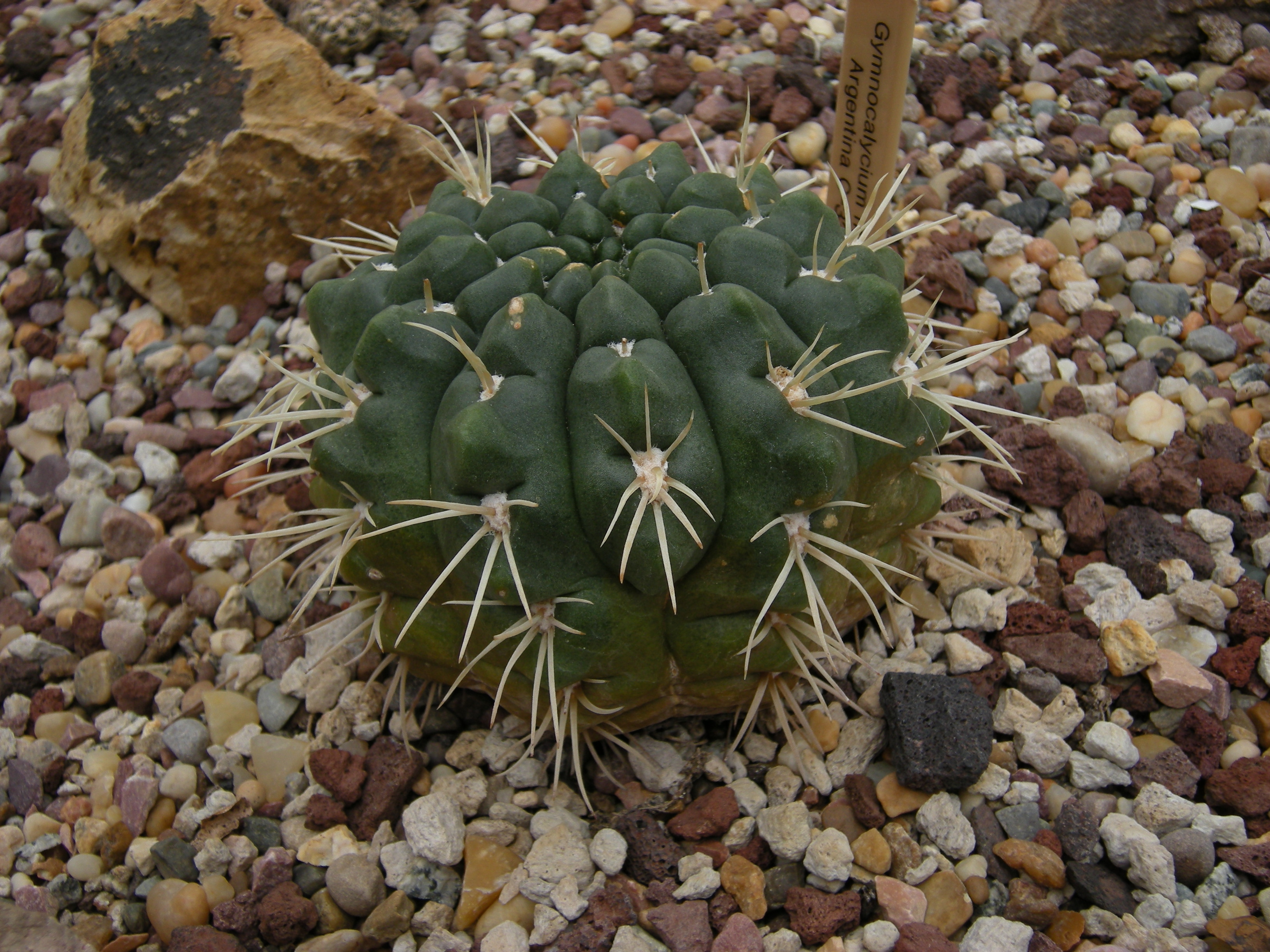
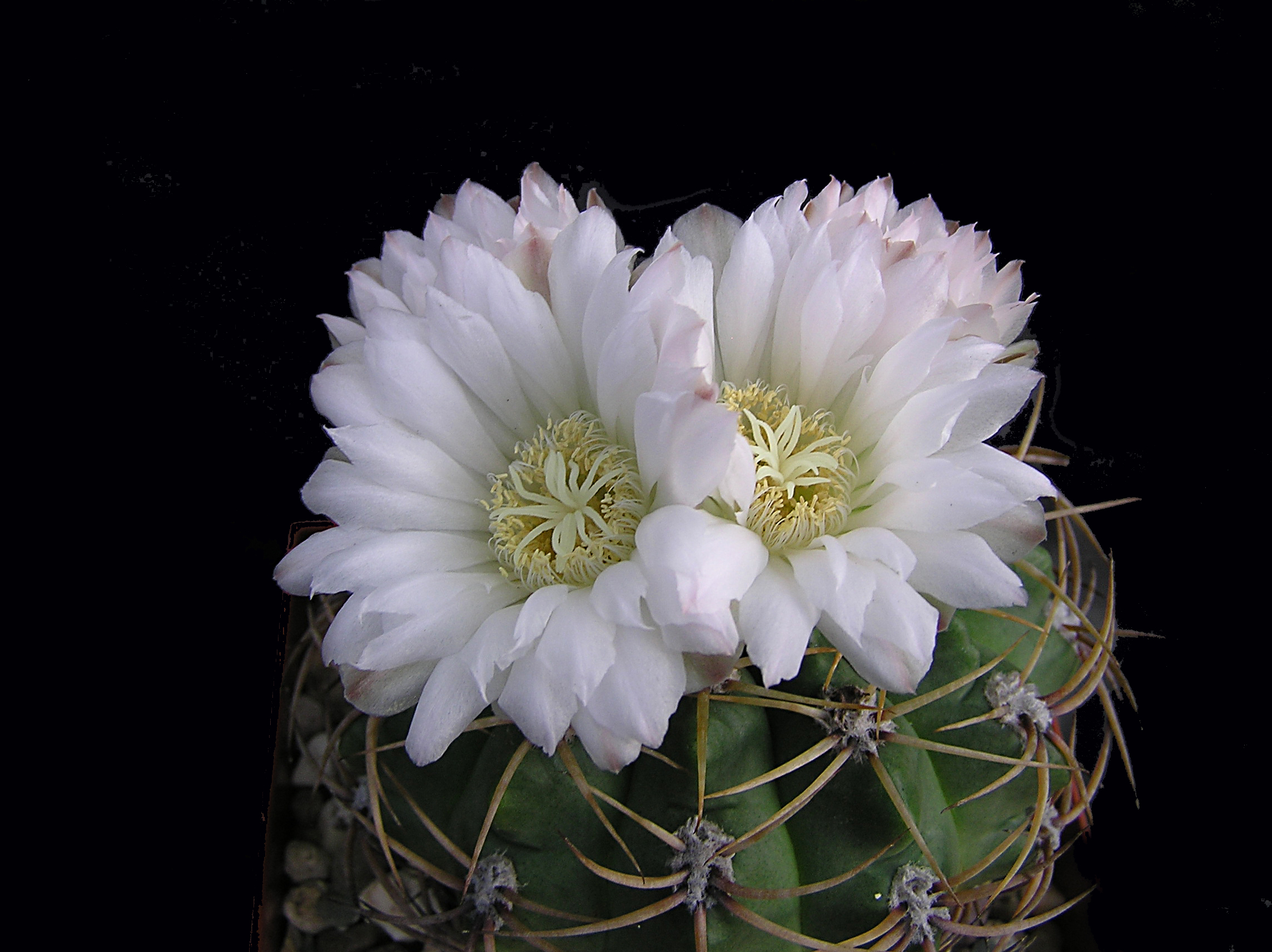
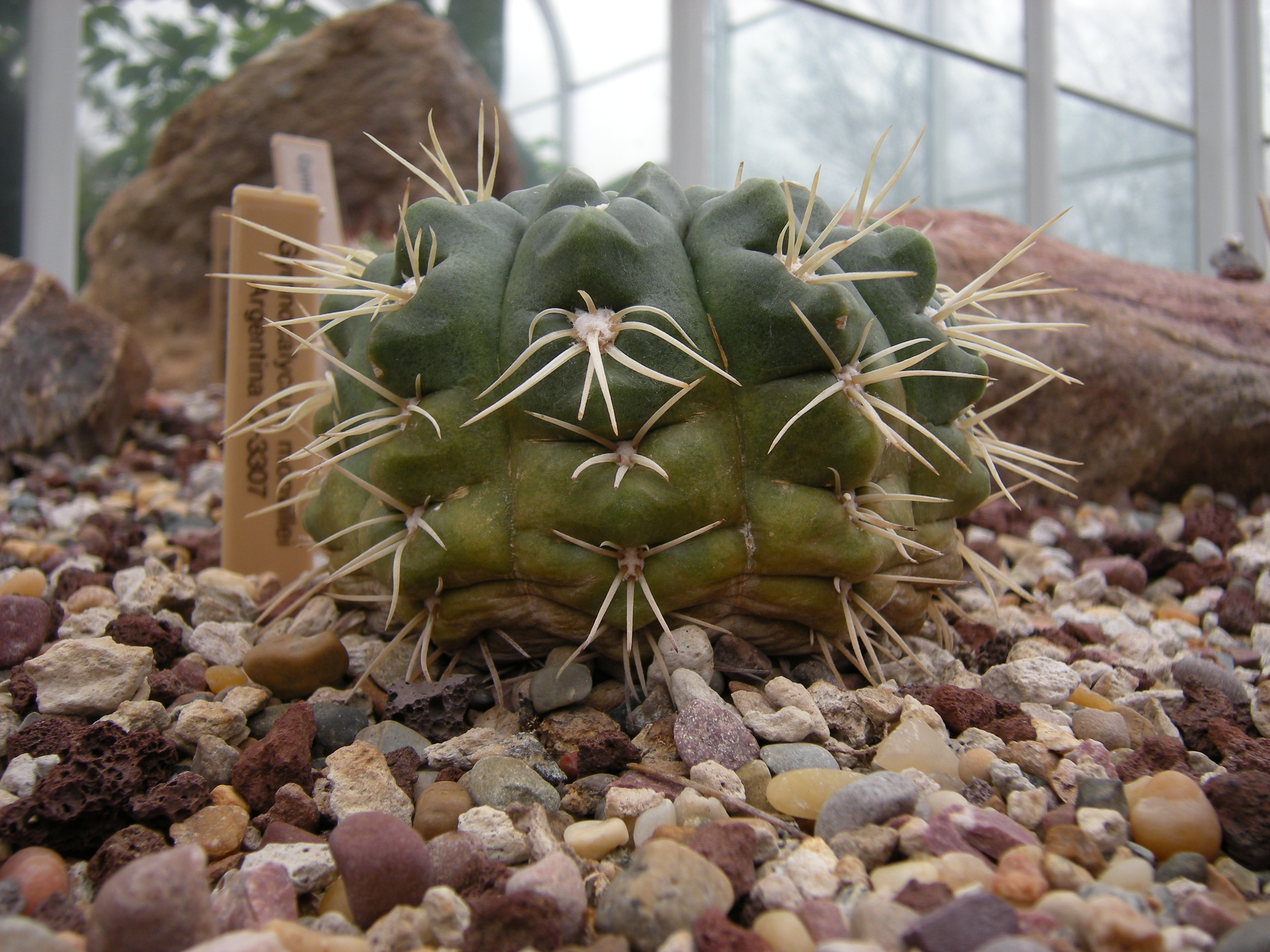
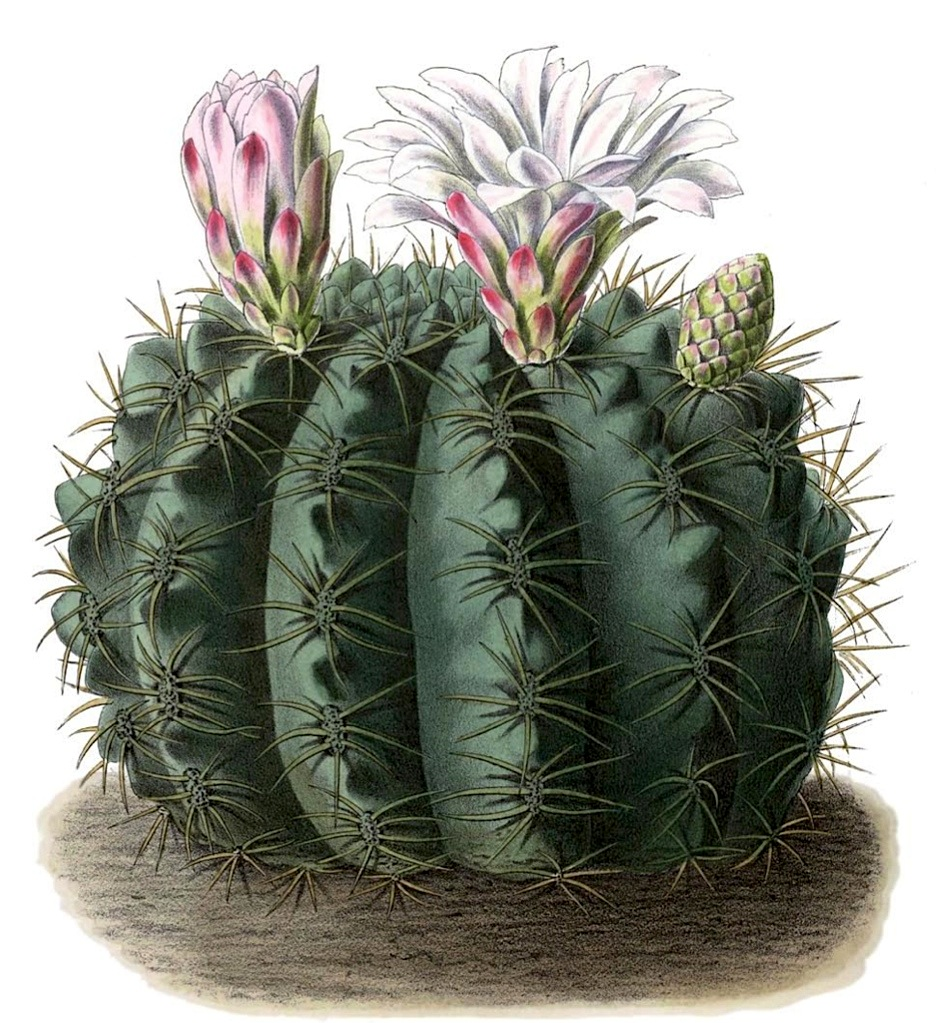
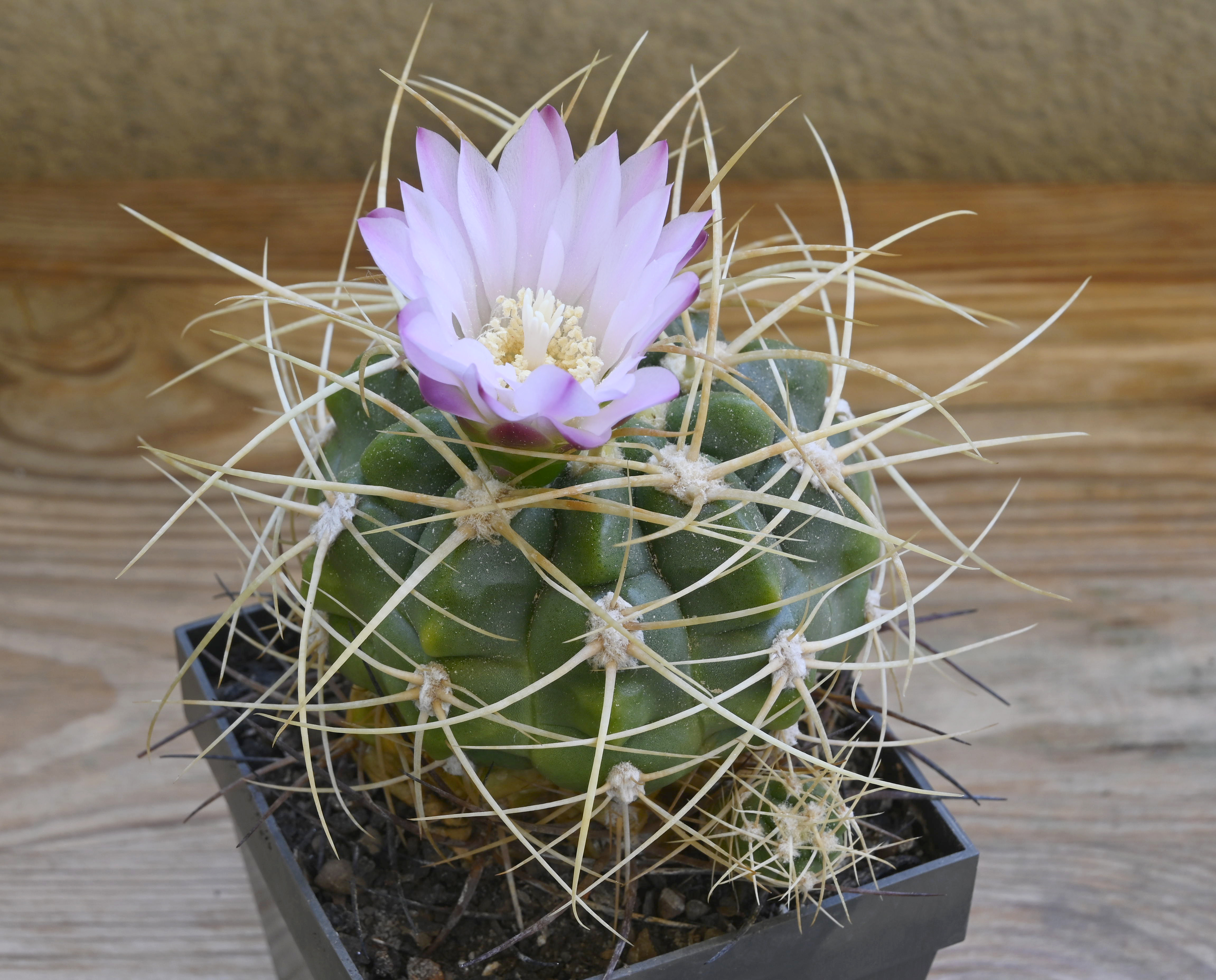